# 2,4,7,9-Tetramethyl-5-decin-4,7-diol
2,4,7,9-Tetramethyl-5-decin-4,7-diol (kurz: TMDD) ist ein Tensid und – wenn nicht anders angegeben – eine Mischung von drei stereoisomeren chemischen Verbindungen aus der Gruppe der Diole mit einer zusätzlichen C≡C-Dreifachbindung. Es wird als Schaumhemmer und als Netzmittel verwendet.

## Vorkommen
Bei Wasseruntersuchungen wurde es unter anderem im Rhein und seinen Nebenflüssen Ruhr, Wupper, Lippe und Sieg, ferner in Nidda, Elbe, Mulde und Maas nachgewiesen. Es sollen über 1000 Tonnen pro Jahr in die Umwelt gelangen. Eine Untersuchung der TMDD-Konzentrationen in Abwässern, Kläranlagen und Fließgewässern legte den Schluss nahe, dass Farben und Druckertinten eine wesentliche TMDD-Quelle darstellen.

## Gewinnung und Darstellung
Die technische Herstellung von TMDD erfolgt durch Ethinylierung von Methylisobutylketon mit Acetylen in Gegenwart von Kaliumhydroxid.
Die Reaktion wird meist in flüssigem Ammoniak und bei tieferen Temperaturen durchgeführt.

## Eigenschaften
2,4,7,9-Tetramethyl-5-decin-4,7-diol ist ein weißer Feststoff mit geringer Wasserlöslichkeit und Flüchtigkeit. Es handelt sich um ein tertiäres Glycol (zweifacher Alkohol) mit Dreifachbindung.

### Stereoisomere
Es enthält zwei stereogene Zentren in der 4- und in der 7-Position, die gleich substituiert sind. Folglich gibt es drei Stereoisomere: (4S,7S)-TMDD, das dazu spiegelbildliche (4R,7R)-TMDD sowie meso-TMDD. Die wissenschaftliche Literatur über TMDD befasst sich praktisch ausschließlich mit dem Gemisch der drei Stereoisomeren.

Stereoisomere von TMDD: (4R,7R)-TMDD (oben), (4S,7S)-TMDD (Mitte) und meso-TMDD (unten)

## Verwendung
2,4,7,9-Tetramethyl-5-decin-4,7-diol ist ein nicht-ionisches Tensid, das beispielsweise unter dem Markennamen Surfynol 104E für vielfältige industrielle Zwecke eingesetzt wird. Es wird in der Regel eingesetzt, um die Oberflächenspannung wässriger Formulierungen zu erniedrigen und damit die Benetzbarkeit von Oberflächen zu erhöhen. Typische Anwendungsbeispiele sind Druckertinten, Entschäumungsmittel oder Dispersionsmittel. Aufgrund seiner oberflächenaktiven Eigenschaften wird TMDD auch Formulierungen von Pflanzenschutzmitteln zugesetzt.